# Kârgâzstan la Jocurile Olimpice de iarnă din 2018
Kârgâzstan a participat la Jocurile Olimpice de iarnă din 2018 din Pyeongchang, Coreea de Sud în perioada 9 - 25 februarie 2018. Delegația țării a constat din doi sportivi, Evgeniy Timofeev care a participat în proba de schi alpin și Tariel Zharkymbaev participant la proba de schi fond.

## Competitori
| Sport      | Masculin | Feminin | Total |
| ---------- | -------- | ------- | ----- |
| Schi alpin | 1        | 0       | 1     |
| Schi fond  | 1        | 0       | 1     |
| Total      | 1        | 0       | 1     |

## Schi alpin
Kârgâzstanul a calificat un schior la proba masculină, Evgeniy Timofeev. Timofeev a fost, de asemenea, singurul atlet care a reprezentat țara cu patru ani înainte, ca înlocuitor de ultimă oră al unui conațional accidentat.
| Sportiv          | Probă                   | Manșa 1 | Manșa 1 | Manșa 2 | Manșa 2 | Total   | Total |
| Sportiv          | Probă                   | Timp    | Loc     | Timp    | Loc     | Timp    | Loc   |
| ---------------- | ----------------------- | ------- | ------- | ------- | ------- | ------- | ----- |
| Evgeniy Timofeev | Slalom uriaș (masculin) | 1:20,90 | 72      | 1:20,13 | 63      | 2:41,03 | 63    |
| Evgeniy Timofeev | Slalom (masculin)       | 1:01,56 | 49      | 1:02,37 | 40      | 2:03,93 | 40    |

## Schi fond
Kârgâzstanul a calificat un schior la proba masculină, Tariel Zharkymbaev.
Sprint
| Sportiv            | Probă                    | Calificare | Calificare | Sfert de finală          | Sfert de finală          | Semifinală               | Semifinală               | Finală                   | Finală                   |
| Sportiv            | Probă                    | Timp       | Loc        | Timp                     | Loc                      | Timp                     | Loc                      | Timp                     | Loc                      |
| ------------------ | ------------------------ | ---------- | ---------- | ------------------------ | ------------------------ | ------------------------ | ------------------------ | ------------------------ | ------------------------ |
| Tariel Zharkymbaev | Sprint clasic (masculin) | 4:05,99    | 78         | Nu a avansat mai departe | Nu a avansat mai departe | Nu a avansat mai departe | Nu a avansat mai departe | Nu a avansat mai departe | Nu a avansat mai departe |